# 元朝治藏歷史

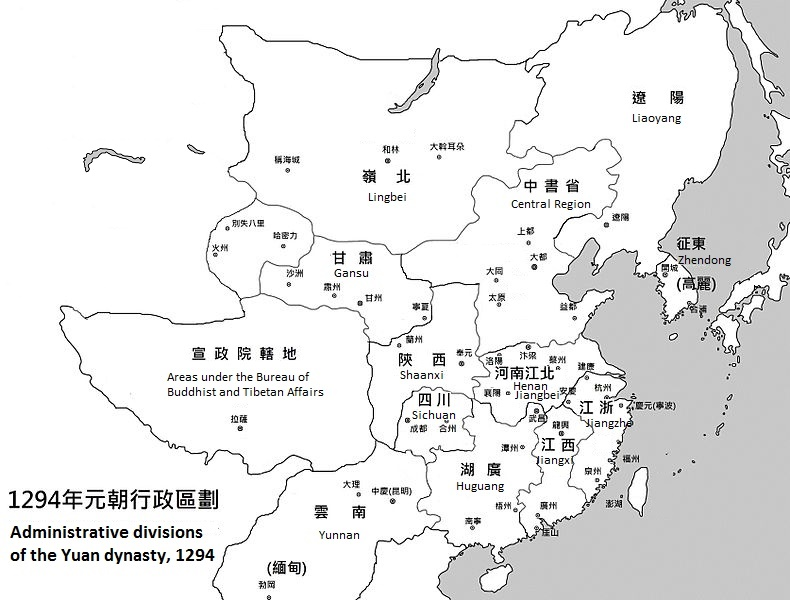
1294年元成宗時期的元朝行政區劃

元代治藏歷史是指蒙古征服吐蕃至1358年亲元的薩迦巴灭亡、明朝建立前這期間的元朝與西藏的關係史。
從1264年元世祖忽必烈设置總制院（后改为宣政院）开始，萨迦派五祖八思巴借助于元朝的政府机制建立起隶属于元朝的政教合一的自治政权薩迦巴（薩迦王朝）以統治整个西藏地区。而元朝则在西藏驻扎军队，设立各级官府和驿站，以保证薩迦派在西藏的地位和政令的推行。这种情况直到元末帕木竹巴正式取代了薩迦巴在西藏的領導地位才告结束。不久后元朝也被推翻，明朝正式成立。

## 背景
877年吐蕃覆灭后，该地區分裂为若干个小邦。各地之部落自行成立政權，發展成眾多部族。直到13世紀初，蒙古人迅速興起，在攻滅西遼、花剌子模、西夏、金朝之後，控制了納里（今阿里一帶），已對西藏形成三面包圍之勢。1264年元朝建立總制院，封藏传佛教僧人八思巴为總制院院使，取得了統治烏思藏的权力，正式开始西藏历史上的教派统治时期。
根据蒙藏史料，最早在1206年之後，蒙古帝国用兵吐蕃的古魯格多爾濟汗，他派尼魯呼那顏到柴達木盆地试图使其歸屬蒙古。之後1239年一位叫達爾道的蒙古帝国將軍發兵烏斯藏，燒了二寺，殺了500個喇嘛。
1240年，蒙古軍隊試探性地進入西藏，前鋒直抵拉薩北部的林周，不久撤回。面對軍事壓力，西藏各勢力不得不推舉代表與蒙古人進行接觸，以決定西藏未來的地位。1240年，窩闊台次子阔端召請西藏宗教首领之一、藏传佛教萨斯迦班智達貢噶堅贊來涼州。阔端授予班智达统治西藏地区的世俗权力，而班智达接受蒙古帝国保護，推舉蒙古大汗為大菩薩。此后西藏的宗教领袖与蒙古君主形成了布施关系。1260年，蒙古帝国第五任大汗忽必烈封班智达的侄子及继承者八思巴为“国师”。1264年至1270年，忽必烈先后封八思巴为“大宝法王”、“帝师”，兼任宣政院（初为總制院）院使，取得了統治烏思藏地区的权力。在宣政院下設有三个「宣慰使司都元帥府」（即吐蕃等處、吐蕃等路、烏思藏納里速古魯孫等三路），負責處理和管轄西藏地區的軍政事務。宣慰使司下面則轄有管理民政的萬戶府、千戶所。此后八思巴的继承者也获得了同样的权力。通过西藏帝师与元帝间的檀越和册封关系，西藏成为当时整个蒙古帝国（即大元帝国再加上四大汗国）的一部分。但是八思巴及其继承者的這種權利受到元中央朝廷、宣政院的管轄。除了萬戶府，元朝也有親王出鎮吐蕃（如奧魯赤）。
对于西藏历史而言，西藏结束自877年开始的分裂局面、再次出现统一的政权始于1264年的總制院。

## 历史
1271年，忽必烈建國號為大元，建号元朝，而忽必烈即為元世祖，又於1279年滅掉了南宋，统治全中国。此時原蒙古帝國已分裂為元朝和四大汗國，后者逐渐成为元朝的藩属国但从此各自為政。而這時西藏則為元朝所設立的宣政院所管轄。一方面，由於元世祖及其後的元朝皇帝的大力支持，宣政院的職權一直由薩迦派所掌握，負責統治整個西藏地區。另一方面，元政府不僅成功在政治上控制了西藏，在文化和其他層面也受到西藏很大的影響，比如八思巴就曾經根據忽必烈的要求，按照藏文字母的拼音方式創造了蒙古文字，史稱「八思巴文」。兩者的關係是互惠的。元朝还几次派遣官员入藏，在宣政院派出的管理西藏本地事务的萨迦本欽的配合下，清查西藏各地的户口，确定各个万户的贡赋，并且建立驿站以及保证驿站交通的乌拉差役制度，在此基础上，元朝在西藏驻扎军队，设立各级官府，以保证对西藏的统治和政令的推行。
1289年（至元二十六年），帕木竹當地的豪族朗色林氏（簡稱朗氏）扎巴仁欽得到鎮西王鐵木耳不花與元朝帝師的許可，首次以丹薩替寺座主的身份出任伯木古魯萬戶長，被稱為喇本，開創了喇嘛擔任萬戶長的先例。但是在扎巴仁欽之後，萬戶長又由俗人擔任。朗氏家族中第二次以丹薩替寺座主兼任萬戶長的是絳曲堅贊。絳曲堅贊是扎巴仁欽之侄，幼年時曾前往薩斯迦學習，返回帕木竹後出任丹薩替寺座主。1322年（至治二年），絳曲堅贊廢黜了萬戶長堅贊夾卜，自任伯木古魯萬戶長，並得到了宣政院和薩迦巴的認可。這標誌著政教合一的帕竹政權初步形成。
八思巴去世後，薩斯迦內部紛爭不斷，實力逐漸衰落。元順帝初年，因爭奪土地和人口，伯木古魯萬戶與雅桑巴萬戶（《元史》作牙里不藏思巴）多次發生衝突，絳曲堅贊派兵攻佔了雅桑巴的一些地方，並要求接管伊兒汗在西藏的封地。雅桑巴要求薩斯迦出面裁決。薩斯迦企圖扶持雅桑巴，以遏制絳曲堅贊的擴張。薩迦派帝師貢噶洛追堅贊向朝廷請求革除絳曲堅贊的職位。1346年（至正六年），薩斯迦本欽甲哇桑布率領雅桑巴萬戶、搽里八（今譯作蔡巴）萬戶、迷兒軍（今譯作止貢）萬戶聯軍，進抵伯木古魯萬戶的治所烈伍棟城。絳曲堅贊在甲哇桑布面前與雅桑巴萬戶長對質時被拘捕。但薩斯迦軍隊沒有攻下烈伍棟城，暫時退兵。不久薩斯迦發生內訌，甲哇桑布考慮到自己的長遠利益釋放了絳曲堅贊。1348年（至正八年），薩斯迦本欽旺秋貝再次率軍進攻伯木古魯，被絳曲堅贊擊敗。絳曲堅贊進而控制了雅桑巴、蔡巴萬戶的領地。1350年（至正十年），絳曲堅贊遣使入京進貢，得到朝廷的正式冊封。此後薩斯迦的内部爭闘愈演愈烈，貢噶洛追堅贊的兩個兒子拘禁了甲哇桑布，甲哇桑布之子向絳曲堅贊求援。1354年（至正十四年），絳曲堅贊以營救甲哇桑布為名，發兵攻入薩斯迦。在甲哇桑布的協助下，絳曲堅贊接管了出蜜（曲彌）、仁蚌（仁布）等地，分兵駐守薩迦寺，然後返回烈伍棟。此时正值元朝末年，汉地亦发生大规模的红巾军起义，使得元朝无暇西顾。1358年（至正十八年），在拉孜的薩斯迦本欽集合藏地軍隊反攻，被絳曲堅贊徹底擊敗，本欽也被俘獲。此時的帕竹政權已經控制了烏思藏的主要地區。同年，元順帝封絳曲堅贊為大司徒，帕竹政權正式取代了薩迦派在西藏的領導地位。此後，絳曲堅贊在藏文史籍中被稱為“大司徒絳曲堅贊”。他在避免与元朝发生直接冲突的同时取得了事实上的独立地位，而元朝宣政院亦不再派本欽入藏。
絳曲堅贊在位時期，在領地內設置了多個宗，以宗谿制度取代元朝的萬戶制度。各宗设有宗本，由绛曲坚赞直接任免。1351年（至正十一年）建立了節塘寺（今名澤當寺），其座主成為帕竹政權體系內的重要人物。1364年（至正二十四年），絳曲堅贊去世，其侄釋迦堅贊繼任，始稱第悉。四年後，1368年，明朝建立，取代了元朝在汉地的統治。

## 延伸閱讀
- 《西藏地方是中國不可分割的一部分（史料選輯）》，西藏社會科學院，西藏人民出版社，1986，ISBN 7-223-00312-X
- 《元以來西藏地方與中央政府關係檔案史料彙編》，中國藏學研究中心等，中國藏學出版社，1994，ISBN 7-80057-181-5
- 《西藏社會歷史藏文檔案資料譯文集》，中國社會科學院民族研究所及西藏自治區檔案館，中國藏學出版社，1997，ISBN 7-80057-325-7
- 《西藏地方歷史資料選輯》，北京大學歷史系，生活·讀書·新知三聯書店，1963
- 《藏族史料集》，陳燮章、索文清、陳乃文，四川民族出版社，1983